# 호리고메역
호리고메역(일본어: 堀米駅, ほりごめえき)은 일본 도치기현 사노시에 있는 도부 철도 사노 선의 역이다. 역 번호는 TI 35이다.

## 역 구조
섬식 승강장 1면 2선의 지상역이다. 사노 역 측 철로의 동서에 출입구가 있고 승강장은 지하도에서 연결된다.
무인역에서 자동 개찰기나 자동 매표기가 설치되지 않았다. PASMO와 Suica 이용객용으로 입장용 1대, 출전용 2대의 IC카드 간이 개찰기로 승차역 증명서 발권기가 설치되어 있다. 표는 간이 위탁 업체의 역전 이부자리점에서 판매하고 있다. IC 카드용 충전기는 없다.

### 승강장
| 번호 | 노선    | 방향 | 행선            |
| ---- | ------- | ---- | --------------- |
| 1    | 사노 선 | 하행 | 구즈 방면       |
| 2    | 사노 선 | 상행 | 다테바야시 방면 |

## 역 주변
- 도치기현도 151호 호리고메 정차장선
- 도치기 현 아소 청사
- 우쓰노미야 지방 법무국 사노 출장소
- 간토 지방 정비국 와타라세가와 사무소 사노 출장소
- 사노 호리니시 우체국
- 사노 후생 종합 병원
- 사노 시 어린이의 나라 - 도부 철도 사노 선의 운전 시뮬레이터가 있다.
- 도치기 현립 사노 고등학교・부속 중학교 제2그라운드
- 사노 즈미 고등학교

## 역사
- 1889년 6월 23일: 아소 마차 철도 요시미즈 역(초대)로 영업 개시.
- 1894년 3월 20일: 마차 철도 폐지로 경편 철도 역으로 재개업.
- 1915년 2월 1일: 1.3마일(약 2.1km) 사노 방향의 현 소재지로 이전하는 호리고메 역으로 역명 변경.
- 1973년 9월 1일: 역 무인화(간이 위탁 개시).

## 사진

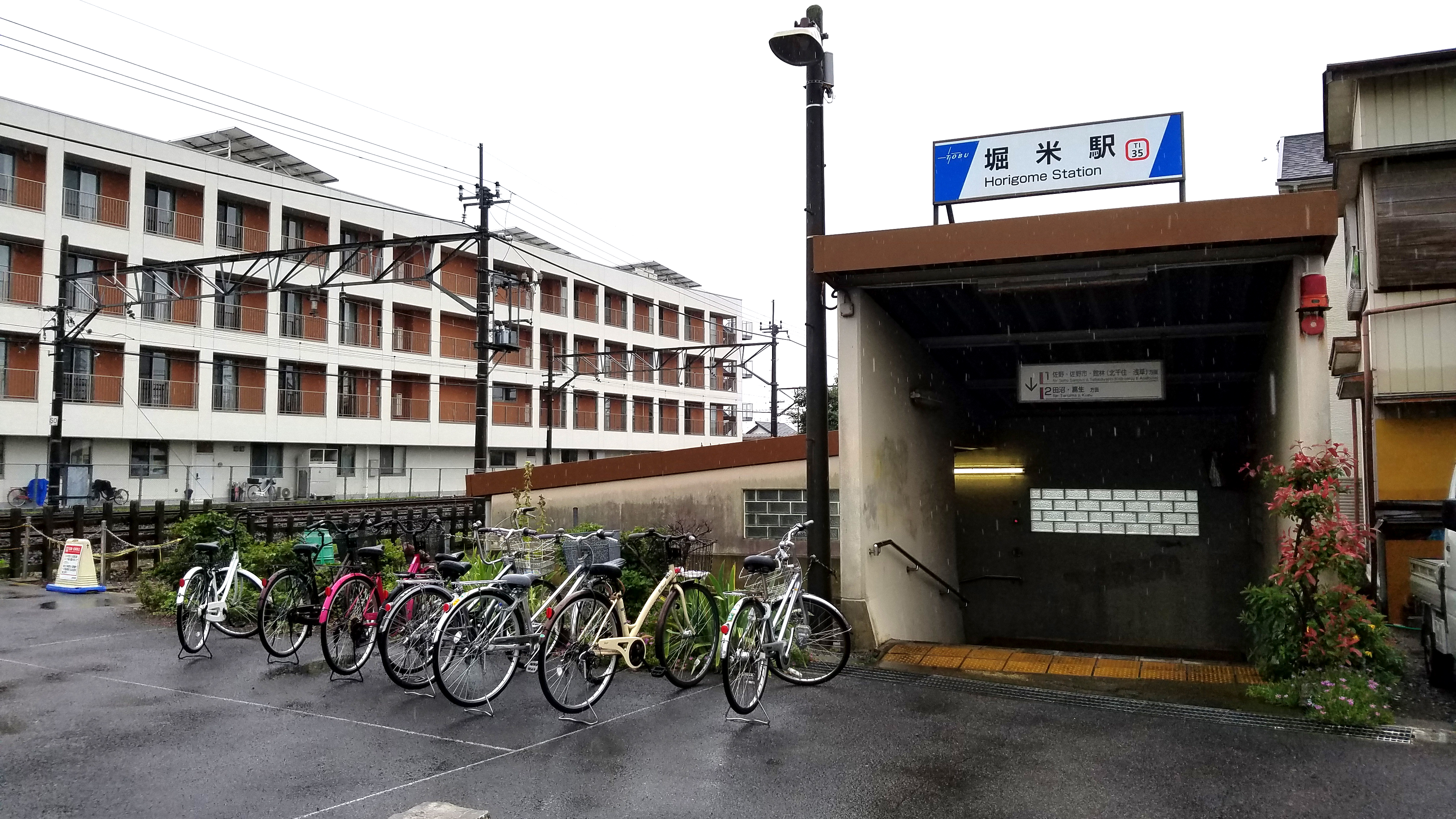
서쪽 출입구(2020년 6월)

## 인접역
| 도부 철도 사노 선          | 도부 철도 사노 선 | 도부 철도 사노 선        |
| -------------------------- | ----------------- | ------------------------ |
| TI 34 사노 다테바야시 방면 |                   | 요시미즈 TI 36 구즈 방면 |